# Eleição municipal de Sobral em 2008
A eleição municipal da cidade brasileira de Sobral em 2008 ocorreu em 5 de outubro do mesmo ano, com objetivo de eleger prefeito, vice-prefeito e membros da câmara de vereadores para a administração da cidade. O prefeito Leônidas Cristino (PSB) foi reeleito ao cargo, juntamente com o seu vice, Veveu Arruda (PT), obtendo 73,41% dos votos válidos. Representa a maior votação que um prefeito já recebeu na cidade, superando as votações que seu antecessor, Cid Gomes, recebeu em 1996 e 2000. Outro fato importante, foi a aliança em torno de Leônidas, fazendo com que todos os 12 vereadores eleitos, fossem da base aliada (6 do PSB, 2 do PP e PMDB, PSDB, PRB e PV com 1 cada), dando a entender que teria uma câmara sem oposição.

## Candidatos
|  | Nº | Candidato a prefeito | Candidato a prefeito                                      | Candidato a vice-prefeito | Candidato a vice-prefeito                                    | Coligação |
|  | -- | -------------------- | --------------------------------------------------------- | ------------------------- | ------------------------------------------------------------ | --- |
|  | 23 |                      | Francisco Muniz (PPS) Francisco de Assis Muniz Lima       |                           | Aragão dos Correios (PSL) Francisco Aragão da Silva          | "Sobral merece e pode mais" - Partido Popular Socialista (PPS) - Partido Social Liberal (PSL) |
|  | 40 |                      | Leônidas Cristino (PSB) José Leônidas de Menezes Cristino |                           | Veveu Arruda (PT) José Clodoveu de Arruda Coelho Neto        | "Sobral seguindo em frente" - Partido Socialista Brasileiro (PSB) - Partido dos Trabalhadores (PT) - Partido Republicano Brasileiro (PRB) - Partido Progressista (PP) - Partido Democrático Trabalhista (PDT) - Partido do Movimento Democrático Brasileiro (PMDB) - Democratas (DEM) - Partido Humanista da Solidariedade (PHS) - Partido da Social Democracia Brasileira (PSDB) - Partido Verde (PV) - Partido Comunista do Brasil (PCdoB) |
|  | 50 |                      | Professor Dijalma (PSOL) Djalma Batista da Silva          |                           | Alberto Felismino (PSOL) Francisco Alberto Felismino de Lima | Sem coligação - Partido Socialismo e Liberdade (PSOL) |

## Resultados da eleição

### Prefeito
| Leônidas Cristino (PPS)  | Veveu Arruda (PT)         | 64.992  | 73,41%  |
| Francisco Muniz (PPS)    | Aragão dos Correios (PSL) | 21.608  | 24,41%  |
| Professor Dijalma (PSOL) | Alberto Felismino (PSOL)  | 1.936   | 2,19%   |
| Total de votos válidos   | Total de votos válidos    | 88.536  | 100,00% |
| Votos apurados           |                           |         |         |
| Votos válidos            | Votos válidos             | 88.536  | 85,87%  |
| Votos em branco          | Votos em branco           | 6.989   | 6,78%   |
| Votos nulos              | Votos nulos               | 7.585   | 7,36%   |
| Total de votos apurados  | Total de votos apurados   | 103.110 | 100,00% |
| Eleitores                |                           |         |         |
| Comparecimento           | Comparecimento            | 103.110 | 87,59%  |
| Abstenções               | Abstenções                | 14.613  | 12,41%  |
| Total de eleitores       | Total de eleitores        | 117.723 | 100,00% |
| Total de seções: 384     |                           |         |         |

### Vereador
| Candidato(a)       | Partido | Votação     | Votação |
| Candidato(a)       | Partido | Porcentagem | Votos   |
| ------------------ | ------- | ----------- | ------- |
| Zé Vital           | PSB     | 4,88        | 4.633   |
| Hermenegildo       | PSB     | 4,43        | 4.208   |
| João Alberto       | PSB     | 4,33        | 4.110   |
| Itamar Ribeiro     | PSB     | 4,01        | 3.808   |
| Zezão              | PP      | 3,72        | 3.536   |
| Paulão             | PV      | 3,72        | 3.529   |
| Marco Prado        | PSDB    | 3,62        | 3.440   |
| Luciano Feijão     | PSB     | 3,45        | 3.276   |
| Adaldécio Linhares | PSB     | 3,37        | 3.204   |
| Paulo Vasconcelos  | PRB     | 3,16        | 3.002   |
| Adauto Arruda      | PP      | 2,52        | 2.390   |
| Júnior Balreira    | PMDB    | 2,39        | 2.266   |